# Нарспи (опера)
Нарспи́ — опера на чувашском языке Григория Хирбю на либретто по поэме Константина Иванова.

## История
Ранее были предприняты две попытки постановки опер на сюжет «Нарспи»: В. Иванишина и И. Пустыльника. Обе оперы так и не были поставлены.
Григорий Хирбю работал над либретто к своей версии самостоятельно. Музыкальная составляющая использует народные песни, фольклорные темы. Оркестр играет существенную роль в партитуре.

## Структура оперы
Структура оперы — номерная. В основе музыкально-драматического действия — противопоставление двух образных сфер: положительной (Нарспи, Сетнер, мать Сетнера, народ) и отрицательной (Михедер, Тахтаман, Сплетница).
В музыкальном отношении произведение сочетает в себе 2 типа оперной драматургии — эпический и психолого-драматический. Черты эпической оперы проявляются в повествовательном развёртывании массовых народных сцен, занимающих значительное место в каждом действии [пролог, 1-я и 2-я картины первого действия, 3-я картина второго действия (свадьба), 6-я картина третьего действия (реквием)].
Воплощение психологической линии музыкальной драматургии сосредоточено в развитии образа Нарспи. Интонационные характеристики главной героини постепенно изменяются от светлых ариозно-лирических (романс Нарспи из 1-й картины) до драматически напряжённых речитативных [ария из 4-й картины (сцена убийства Тахтамана)] и декламационных (заключительное ариозо из 6-й картины).
Важнейшей основой музыкального языка оперы является интонация чувашской народной песни. В ряде хоровых сцен использованы народные мелодии. Среди них «Шӗшкӗлӗхре шыв юхать» (В орешнике ручеёк течёт, хороводная), 1-я картина, «Ака-суха юрри» (Неразлучные с нами плуг и соха, застольная) и «Тухать-и те тухмасть-и» (Выйдет ли, не выйдет ли невеста, свадебная), 3-я картина.
Первая постановка состоялась 6 ноября 1967 года под руководством режиссёра Б. Маркова.
| Партия   | Голос   | Исполнитель на премьере, в 1967 году |
| -------- | ------- | ------------------------------------ |
| Нарспи   | Сопрано | Тамара Чумакова, Лидия Сорокина      |
| Сетнер   | Тенор   | Михаил Кольцов, Иван Демьянов        |
| Михедер  | Бас     | Алексей Ковалёв, Виктор Елфимов      |
| Тахтаман | Баритон | Мефодий Денисов, Александр Тимошин   |

## Сюжет
Действие происходит в чувашской деревне Сильби.

### Пролог
Хор исполняет гимн человеку труда.

### Первое действие

#### Первая картина
Место действия: деревня Сильби. Девушка Нарспи и юноша Сетнер веселятся в хороводе молодёжи во дворе дома её отца богача Михедера. У ворот появляются сваты от старого Тахтамана, за которого девушку без её ведома просватал отец.

#### Вторая картина
На празднике весны Симек Нарспи и Сетнер сговариваются совершить побег. Сцена свадьбы с молодёжными играми и плясками. Нарспи и Сетнер тайком покидают праздник.

### Второе действие

#### Третья картина
Свадьба в доме богача Михедера. Гости замечают что невеста пропала. Вскоре её и юношу приводят обратно. Появляются сваты Тахтамана. Жених выносит невесту из отеческого дома.

#### Четвёртая картина
Место действия: дом Тахтамана. Сплетница сообщает Тахтаману о несостоявшемся побеге Нарспи и Сетнера. Тахтаман наказывает жену. Нарспи отравляет мужа и бежит в лес.

### Третье действие

#### Пятая картина
Сетнер узнает о произошедшем с Нарспи и уходит в лес. Там он встречает Нарспи.

#### Шестая картина
Место действия: деревня Сильби, ночь. Приезжают родственники Тахтамана чтобы совершить месть. Они убивают Михедера с женой. На помощь появляется Сетнер, но его убивают. Нарспи накладывает на себя руки. Выходит мать Сетнера. Сцена оплакивания, Нарспи кладут рядом с Сетнером.
Реквием.

## Постановки
Премьера «Нарспи» состоялась 6 ноября 1967 на сцене Чувашского музыкального театра; дирижёр Л. А. Ковалёв, режиссёр Б. С. Марков, художник Н. П. Максимов, хормейстеры Г. С. Максимов, Е. Т. Волкова, балетмейстер В. Ф. Богданов. Первыми исполнителями главных партий стали: Л. С. Сорокина, Т. И. Чумакова (Нарспи, сопрано); М. Ф. Кольцов, И. С. Демьянов (Сетнер, тенор); А. В. Ковалёв, В. И. Елфимов (Михедер, бас); А. В. Тимошин, М. И. Денисов (Тахтаман, баритон).
Нарспи — Л. Сорокина, Т. Чумакова, В. Иванова, Е. Белова; Сетнер — М. Кольцов, И. Демьянов, Е. Воробьёв, В. Редичкин, С. Кондратьев; Михедер — А. Ковалёв, В. Елфимов, З. Степанов; Жена Михедера — Т. Николаева, А. Егорова, Т. Соколова; Тахтаман — А. Тимошин, М. Денисов, А. Александров, Ю. Гордеев; Мать Сетнера — В. Дмитриева, Е. Белова, А. Егорова, Т. Соколова; Дружко — Г. Супонин, И. Калентьев, С. Кондратьев; Сплетница — Т. Супонина, В. Дмитриева, А. Егорова, Т. Соколова; Сваха — А. Егорова, Т. Супонина (6 ноября в спектакле участвовали солисты, указанные первыми).
25 ноября 1989 года спектакль был возобновлён в той же постановке; режиссёр Т. И. Чумакова, дирижёр Ш. К. Мегрелишвили, художник Н. П. Максимов, хормейстер А. А. Фишер, балетмейстер Н. Н. Никифоров.
С 2000 года опера исполняется в оркестровой редакции Л. В. Фейгина.

6 ноября 2007 исполнилось 40 лет со дня премьеры оперы «Нарспи» Г. Хирбю.
| Партия        | Исполнитель 7 ноября 2007 года |
| ------------- | ------------------------------ |
| Нарспи        | Валентина Смирнова             |
| Сетнер        | Анатолий Канюка                |
| Михедер       | Михаил Мокшанов                |
| Жена Михедера | Мария Мурзакова                |
| Тахтаман      | Валерий Иванов                 |
| Мать Сетнера  | Зинаида Прокопьева             |
| Дружко        | Василий Васильев               |
| Сплетница     | Венера Иванова                 |
| Сват          | Константин Москалев            |
| Сваха         | Надежда Степанова              |

25 сентября 2014 года спектакль снова был возобновлён в постановке Б. Маркова, но в 6 картинах и двух действиях. 

Режиссёр и балетмейстер Е. Г. Лемешевская, дирижёр О. С. Нестерова, сценография — В. В. Фёдоров, декорации — Н. П. Максимов, художник по костюмам Н. Фёдорова, хормейстер А. А. Фишер.

## Награды
В 1969 году за постановку спектакля Г. Я. Хирбю, Б. С. Маркову, Л. С. Сорокиной, Т. И. Чумаковой, М. И. Денисову и А. В. Ковалёву присуждена Государственная премия Чувашской АССР им. К. В. Иванова.

## Гастроли
Театр гастролировал с оперой в Йошкар-Оле (1972), Казани (1973), Ульяновске (1979), Москве (1990).